# 济州新安蛛
济州新安蛛（学名：Neoantistea quelpartensis）为栅蛛科新安蛛属的动物。在中国大陆，分布于辽宁等地。该物种的模式产地在韩国。